# Inzar
Inzar é um coletivo procedente da unificação do Movimento Comunista da Galiza e da Liga Comunista Revolucionária (trotskista) da Galiza que se constituiu como partido político em 1991 ligado à Izquierda Alternativa. Em 1993 integrou-se no Bloco Nacionalista Galego (BNG), mas sempre teve pouco peso quantitativo no seu interior. Em 2002 tinha 234 militantes, mas anos mais tarde terminou dissolvendo-se como partido e convertendo-se num coletivo no seio do próprio BNG.